# Boivão
Boivão es una freguesia portuguesa del concelho de Valença, con 7,79 km² de superficie y 247 habitantes (2001). Su densidad de población es de 31,7 hab/km².